# K2-18 b
K2-18 b, également connu sous le nom d'EPIC 201912552 b, est une exoplanète en orbite autour de la naine rouge K2-18, située à environ 124 années-lumière (38 pc) de la Terre. La planète, initialement découverte par l'observatoire spatial Kepler, représente environ huit fois la masse de la Terre et est donc classée comme super-Terre ou, plus vraisemblablement, une mini-Neptune. Elle a une orbite de trente-trois jours dans la zone habitable de l'étoile, mais il est peu probable qu'elle soit habitable.
En 2019, deux études indépendantes combinant des données du télescope spatial Kepler, du télescope spatial Spitzer et du télescope spatial Hubble, ont conclu à la présence de quantités importantes de vapeur d'eau dans son atmosphère, une première pour une planète de la zone habitable,,.

## Découverte
K2-18 b a été identifiée dans le cadre du programme de l'observatoire spatial Kepler, l'une des plus de 1 200 exoplanètes découvertes lors de la mission K2 “Second Light”. La découverte de K2-18b a été faite en 2015, en orbite autour d'une étoile naine rouge (maintenant connue sous le nom de K2-18) avec un type spectral stellaire de M2.8 situé à environ 124 années-lumière de la Terre. La planète a été détectée à travers des variations de la courbe de lumière de l'étoile provoquées par le passage de la planète devant l'étoile vue de la Terre,. Le contraste relativement faible prévu entre la planète et son étoile hôte faciliterait l'observation de l'atmosphère de K2-18b à l'avenir.
En 2017, les données du télescope spatial Spitzer ont confirmé que K2-18b évoluait dans la zone habitable autour de K2-18 avec une période de trente-trois jours, suffisamment courte pour permettre l'observation de multiples cycles orbitaux de la planète. Cela a suscité un intérêt généralisé pour l'observation continue de K2-18b.
Des études menées en 2018 utilisant les instruments HARPS et de CARMENES ont également identifié une deuxième exoplanète probable, K2-18 c, avec une masse estimée à 5,62 ± 0,84 M🜨 sur une orbite plus serrée de neuf jours, mais cette planète supplémentaire n’a pas encore été confirmée et pourrait bien être un vestige de l’activité stellaire.

### Nomenclature
La planète a été désignée K2-18 b car il s'agissait du deuxième corps découvert dans le dix-huitième système avec des planètes confirmées découvertes lors de la mission K2 du télescope spatial Kepler.

## Localisation
Les coordonnées de K2-18 dans le Système de référence céleste international sont les suivantes. Ascension droite : 11h 30m 14,518s ; déclinaison : + 07° 35′ 18,257″. Le système se trouve dans la constellation du Lion, mais en dehors de son astérisme.
Lors de sa première découverte, la distance de K2-18 à la Terre était estimée à 110 années-lumière (soit 1,04 × 1015 km). Cependant, des données plus précises issues du projet de cartographie d'étoiles Gaia ont montré que K2-18 se trouvait à une distance de 124,02 ± 0,26 années-lumière. Cette mesure améliorée de la distance a permis d'affiner les propriétés du système exoplanétaire.

## Caractéristiques physiques
K2-18 b est en orbite à environ 21,38 millions de kilomètres (comparé à 150 millions pour la Terre) autour de K2-18, son étoile ; cette valeur se situe dans la zone habitable calculée pour les naines rouges, comprise entre 18 et 37 millions de kilomètres. L’exoplanète a une période orbitale d’environ 33 jours, ce qui donne à penser qu’elle est gravitationnellement verrouillée, c’est-à-dire qu’elle affiche toujours la même face vers son étoile hôte. La température d'équilibre de la planète est estimée à environ 265 ± 5 K (−8 ± 5 °C), en raison de son éclairement énergétique stellaire d'environ 94 % de celui de la Terre. On estime que K2-18b a un rayon de 2,71 ± 0,07 R🜨 et une masse de 8,63 ± 1,35 M🜨, sur la base d'une analyse effectuée à l'aide des instruments HARPS et CARMENES. Alors qu'elle était initialement considérée comme un mini-Neptune lors de sa découverte en 2015, les données améliorées acquises sur K2-18b l'ont classifiée comme une super-Terre, bien que sa taille et sa densité rendent peu probable sa composition entièrement rocheuse de fer et silicates ; il est cependant plus probable qu'elle soit composée d'hydrogène, d'hélium et d'eau glacée. Une comparaison de la taille de K2-18b, de son orbite et d'autres caractéristiques par rapport à d'autres exoplanètes détectées suggère que la planète pourrait supporter une atmosphère contenant des gaz supplémentaires en plus de l'hydrogène et de l'hélium.

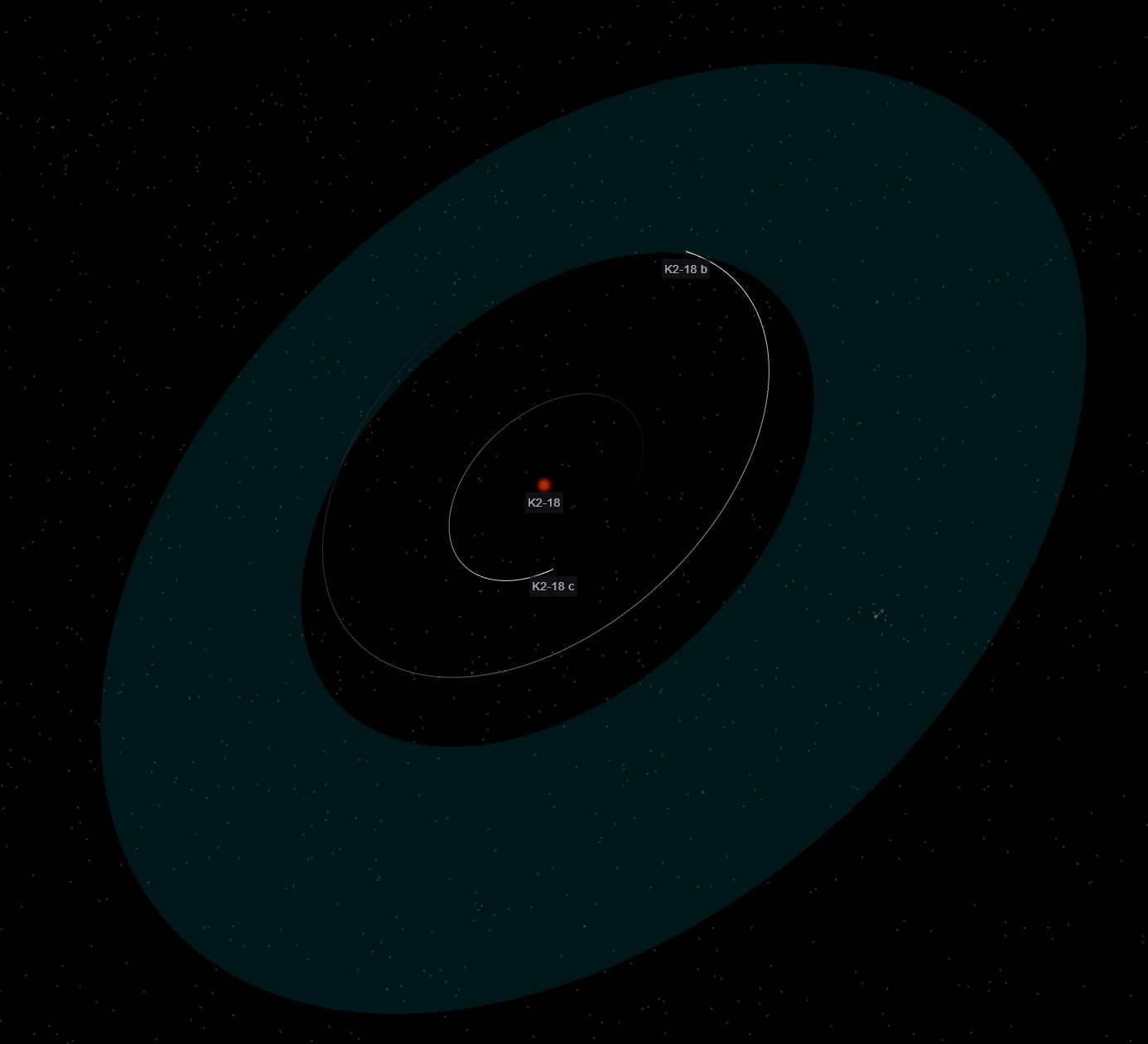
Schéma du système planétaire K2-18, montrant les orbites de K2-18 b et du candidat non confirmé K2-18 c, ainsi que la zone habitable de l'étoile.

## Atmosphère

### Vapeur d'eau
D'autres études utilisant le télescope spatial Hubble ont été réalisées, corroborant les résultats des observations de Kepler et de Spitzer et permettant des mesures supplémentaires sur l'atmosphère de la planète. Deux analyses distinctes des données de Hubble ont été publiées en 2019, sous la direction de chercheurs de l'Université de Montréal et de l'University College de Londres (UCL). Ils ont tous deux examiné les spectres de la lumière des étoiles traversant l'atmosphère de la planète lors des transits, et ont trouvé que K2-18b avait une atmosphère d'hydrogène-hélium avec une concentration élevée de vapeur d'eau, pouvant aller de 20 % à 50 %, en fonction des autres espèces gazeuses présentes dans l’atmosphère.
Aux niveaux de concentrations supérieures, la vapeur d'eau serait suffisamment élevée pour former des nuages,,. L'étude menée par l'UCL a été publiée le 11 septembre 2019 dans la revue Nature Astronomy ; cette étude, menée par l'Université de Montréal, qui n'a pas encore été évaluée par des pairs, a été publiée un jour plus tôt sur le serveur de pré-impression arXiv.org. L'analyse menée par l'UCL a détecté une eau présentant une signification statistique de 3,6 écarts types, ce qui correspond à un niveau de confiance de 99,97 %. Il s'agissait de la première exoplanète de type super-Terre découverte dans la zone habitable d'une étoile dont l'atmosphère avait été détectée, ainsi que de la première découverte d'eau dans une exoplanète de zone habitable.
De l'eau avait déjà été détectée dans les exoplanètes des zones non habitables telles que HD 209458 b, XO-1 b, WASP-12 b, WASP-17 b et WASP-19 b,,. Les astronomes ont souligné que la découverte d'eau dans l'atmosphère de K2-18 b ne signifie pas que la planète peut supporter la vie, voire qu'elle est habitable, car il lui manque probablement une surface solide ou une atmosphère pouvant soutenir la vie. Néanmoins, trouver de l'eau dans une exoplanète de zone habitable aide à comprendre comment se forment les planètes.

### Sulfure de diméthyle
En septembre 2023, Madhusudhan et al. annoncent avoir découvert, avec le télescope spatial James Webb, la présence de sulfure de diméthyle dans son atmosphère,. En avril 2025, une nouvelle étude scientifique de la même équipe annonce avoir détecté du sulfure et du disulfure de diméthyle dans l'atmosphère de la planète. Ceux-ci peuvent être des indices d'une activité biologique,.
Ces études sont cependant contestées par de multiples autres, à la fois sur la détection elle-même et sur les hypothèses (notamment celle que K2-18 b serait une planète-hycéan tempérée) et méthodes d'analyse qui y ont conduit, ce aussi bien après l'annonce initiale de 2023,,,,,,,[réf. incomplète] qu'après la seconde annonce en 2025,,.
Étant donné que sur Terre cette molécule est produite par le phytoplancton et qu'on ne lui connaît pas d'autre processus de production[réf. nécessaire], une présomption supplémentaire s'inscrit à l'hypothèse de la vie sur cette planète. Sa température potentiellement élevée pourrait cependant empêcher tout développement biologique et suggère une origine abiotique des molécules.
On s'attend à ce que K2-18 b soit observée avec le télescope spatial ARIEL, qui devrait être lancé en 2028 et portera des instruments plus performants que ceux de Hubble, permettant de déterminer la composition des atmosphères d'exoplanètes.